# (500600) 2012 UW119
(500600) 2012 UW119 es un asteroide perteneciente al cinturón de asteroides descubierto el 15 de octubre de 2012 por el equipo del Spacewatch desde el Observatorio Nacional de Kitt Peak, Arizona, Estados Unidos.

## Designación y nombre
Designado provisionalmente como 2012 UW119.

## Características orbitales
2012 UW119 está situado a una distancia media del Sol de 3,176 ua, pudiendo alejarse hasta 3,732 ua y acercarse hasta 2,619 ua. Su excentricidad es 0,175 y la inclinación orbital 28,65 grados. Emplea 2067,52 días en completar una órbita alrededor del Sol.

## Características físicas
La magnitud absoluta de 2012 UW119 es 16. 